# راسی تیلور
راسی تیلور (انگلیسی: Russi Taylor؛ زادهٔ ۴ مهٔ ۱۹۴۴ - درگذشته ۲۶ ژوئیه ۲۰۱۹) یک صدا پیشه اهل ایالات متحده آمریکا بود. وی از سال ۱۹۷۶ میلادی تا ۲۰۱۹ مشغول فعالیت بوده‌است.
او از سال ۱۹۸۶ میلادی، صداپیشهٔ شخصیتِ «مینی ماوس» والت دیزنی بوده‌است.
از فیلم‌ها یا برنامه‌های تلویزیونی که وی در آن نقش داشته‌است، می‌توان به شیطون‌های کوچولو، فانتازیا ۲۰۰۰، امدادگران: مأموریت زیرزمینی، عزیز و ماجراهای اردک: چراغ جادو اشاره کرد.